# Juraj Janoška
Juraj Janoška, též Juro Janoška nebo Jur Janoška (25. prosince 1856 Dolný Kubín – 27. ledna 1930 Liptovský Svätý Mikuláš), byl slovenský luterský duchovní, biskup Evangelické církve a. v. na Slovensku a politik; člen Slovenské národní strany a meziválečný poslanec Revolučního národního shromáždění.

## Biografie
Obecní školu absolvoval v Dolním Kubíně, pak studoval na gymnáziu v Turčianském Svätém Martinu, Revúci a Kežmarku. V letech 1877–1878 studoval teologii v Rostocku a v letech 1876–1879 ve Vídni. Během vídeňských studií se začal politicky angažovat, nejprve ve studentských spolcích. Roku 1887 založil a do roku 1921 redigoval Církevné listy jako periodikum slovenských evangelíků. Působil potom jako evangelický kaplan v Dolním Kubíně a pak jako farář v Liptovské Sielnici, v Jasenové a od roku 1895 v Liptovském Svätém Mikuláši.
V 90. letech 19. století patřil mezi nové politiky, kteří se prosazovali v Slovenské národní straně a kteří pocházeli i z jiných regionů než doposud dominantní jádro aktivistů z Turčianského Svätého Martina.
V roce 1918 byl signatářem Martinské deklarace, kterou se Slováci přihlásili ke společnému státu s Čechy.
Od roku 1918 zasedal v Revolučním národním shromáždění za slovenský klub (slovenští poslanci Revolučního národního shromáždění ještě nebyli organizováni podle stranických klubů). Slib složil na 10. schůzi v prosinci 1918. Byl profesí evangelickým farářem a redaktorem.
Na počátku 20. let byl členem Slovenské národní a rolnické strany (SNaRS), do které se sloučila SNS a představitelé slovenského agrárního hnutí, a v březnu 1920 se uvádělo, že za ni bude kandidovat v parlamentních volbách v roce 1920 do senátu. Zvolen ovšem nebyl. SNS se pak roku 1921 opětovně osamostatnila.
V letech 1925–1929 byl předsedou Slovenské národní strany. V letech 1922–1930 působil jako předseda Matice slovenské. Od roku 1922 byl evangelickým biskupem východního distriktu a generálním biskupem evangelické církve na Slovensku. V roce 1923 mu byl udělen četný titul doktora teologie na Husově teologické fakultě v Praze.
| Biskup ECAV     | Biskup ECAV             | Biskup ECAV                     |
| --------------- | ----------------------- | ------------------------------- |
| Předchůdce: --- | 1922–1934 Juraj Janoška | Nástupce: Vladimír Pavel Čobrda |

## Dílo v elektronické podobě
Z historie prevratu. V Trnave: G. A. Bežo, 1927. 46 s. - dostupné v Digitální knihovně UKB